# Жанаарицький сільський округ
Жанаари́цький сільський округ (каз. Жаңаарық ауылдық округі, рос. Жанаарыкский сельский округ) — адміністративна одиниця у складі Сарисуського району Жамбильської області Казахстану. Адміністративний центр — село Узакбай Сиздикбаєва.
Населення — 1526 осіб (2021; 1659 у 2009, 1761 у 1999, 1795 у 1989).
Станом на 1989 рік існувала Жанаарицька сільська рада (села Актогай, Жанаарик, Шагалали). 2004 року село Шагалали передано до складу Досбольського сільського округу.

## Склад
До складу округу входять такі населені пункти:
| Населений пункт           | Старі назви | Населення, осіб (1989) | Населення, осіб (1999) | Населення, осіб (2009) | Населення, осіб (2021) |
| ------------------------- | ----------- | ---------------------- | ---------------------- | ---------------------- | ---------------------- |
| Актогай, село             | -           | 828                    | 806                    | 781                    | 735                    |
| Узакбай Сиздикбаєва, село | Жанаарик    | 967                    | 955                    | 878                    | 791                    |